# 19世纪国家领导人列表

## 亚洲
- 中国（清朝）–
  - 皇帝
    - 嘉庆帝，1796年－1820年
    - 道光帝，1820年－1850年
    - 咸丰帝，1850年－1861年
    - 同治帝，1861年－1874年
    - 光绪帝，1874年－1908年

  - 实际掌权者
    - 慈安太后，太后垂帘，1861年－1881年
    - 慈禧太后，太后垂帘，1861年－1908年
- 朝鲜半岛 - 
  - 朝鲜王朝 - 
    - 朝鲜纯祖，朝鲜国王，1800年－1834年
    - 朝鲜宪宗，朝鲜国王，1834年－1849年
    - 朝鲜哲宗，朝鲜国王，1849年－1864年
    - 朝鲜高宗，朝鲜国王，1864年－1897年

  - 大韩帝国 - 
    - 高宗，大韩帝国皇帝，1897年－1907年
- 琉球国（第二尚氏王朝）–
  - 尚温王，琉球国王，1795年－1802年
  - 尚成王，琉球国王，1803年
  - 尚灏王，琉球国王，1804年－1834年
  - 尚育王，琉球国王，1835年－1847年
  - 尚泰王，琉球国王，1848年－1879年
- 日本 –
  - 天皇：
    - 光格天皇，1779年－1817年
    - 仁孝天皇，1817年－1846年
    - 孝明天皇，1846年－1867年
    - 明治天皇，1867年－1912年

  - 江户幕府（征夷大将军）：
    - 德川家齐，1787年－1837年
    - 德川家庆，1837年－1853年
    - 德川家定，1853年－1858年
    - 德川家茂，1858年－1866年
    - 德川庆喜，1867年－1868年

  - 首相：
    - 伊藤博文，1885年－1888年
    - 黑田清隆，1888年－1889年
    - 山县有朋，1889年－1891年
    - 松方正义，1891年－1892年
    - 伊藤博文，1892年－1896年
    - 松方正义，1896年－1898年
    - 伊藤博文，1898年
    - 大隈重信，1898年
    - 山县有朋，1898年－1900年
    - 伊藤博文，1900年－1901年
- 越南
  - 西山朝：
    - 景盛帝，大越皇帝，1792年－1802年

  - 阮朝：
    - 嘉隆帝，大越南皇帝，1802年－1820年
    - 明命帝，大越南皇帝，1820年－1839年；大南皇帝，1839年－1841年
    - 绍治帝，大南皇帝，1841年－1847年
    - 嗣德帝，大南皇帝，1847年－1883年
    - 育德帝，大南皇帝，1883年
    - 协和帝，大南皇帝，1883年
    - 建福帝，大南皇帝，1883年－1884年
    - 咸宜帝，大南皇帝，1884年－1888年
    - 同庆帝，大南皇帝，1885年－1889年
    - 成泰帝，大南皇帝，1889年－1907年
- 土耳其（奥斯曼帝国）（苏丹）：
  - 塞利姆三世，1789年－1807年
  - 穆斯塔法四世，1807年－1808年
  - 马哈茂德二世，1808年－1839年
  - 阿卜杜勒-迈吉德一世，1839年－1861年
  - 阿卜杜勒-阿齐兹一世，1861年－1876年
  - 穆拉德五世，1876年
  - 阿卜杜勒-哈米德二世，1876年－1909年

## 欧洲
- 英国：
  - 国王
    - 乔治三世，1760年－1820年
    - 乔治四世，1820年－1830年
    - 威廉四世，1830年－1837年
    - 维多利亚女王，1837年－1901年

  - 首相
    - 小威廉·皮特，1783年－1801年
    - 第一代西德默斯子爵亨利·阿丁頓，1801年－1804年
    - 小威廉·皮特，1804年－1806年
    - 第一代格伦维尔男爵威廉·格伦维尔，1806年－1807年
    - 第三代波特蘭公爵威廉·卡文迪許-本廷克，1807年－1809年
    - 珀西瓦爾，1809年－1812年
    - 第二代利物浦伯爵羅伯特·詹金遜，1812年－1827年
    - 喬治·坎寧，1827年
    - 第一代戈德里奇子爵F·J·羅賓遜，1827年－1828年
    - 第一代威靈頓公爵阿瑟·韋爾斯利，1828年－1830年
    - 第二代格雷伯爵查爾斯·格雷，1830年－1834年
    - 第二代墨爾本子爵威廉·蘭姆，1834年
    - 第一代威靈頓公爵阿瑟·韋爾斯利，1834年
    - 罗伯特·皮尔，1834年－1835年
    - 第二代墨爾本子爵威廉·蘭姆，1835年－1841年
    - 罗伯特·皮尔，1841年－1846年
    - 第一代羅素伯爵約翰·羅素，1846年－1852年
    - 第十四代德比伯爵愛德華·史密斯-斯坦利，1852年
    - 第四代阿伯丁伯爵乔治·汉密尔顿-戈登，1852年－1855年
    - 第三代巴麥尊子爵亨利·坦普爾，1855年－1858年
    - 第十四代德比伯爵愛德華·史密斯-斯坦利，1858年－1859年
    - 第三代巴麥尊子爵亨利·坦普爾，1859年－1865年
    - 第一代羅素伯爵約翰·羅素，1865年－1866年
    - 第十四代德比伯爵愛德華·史密斯-斯坦利，1866年－1868年
    - 本傑明·迪斯雷利，1868年
    - 威廉·格萊斯頓，1868年－1874年
    - 本傑明·迪斯雷利，1874年－1880年
    - 威廉·格萊斯頓，1880年－1885年
    - 第三代索爾斯伯利侯爵羅伯特·蓋斯科因-塞西爾，1885年－1886年
    - 威廉·格萊斯頓，1886年
    - 第三代索爾斯伯利侯爵羅伯特·蓋斯科因-塞西爾，1886年－1892年
    - 威廉·格萊斯頓，1892年－1894年
    - 第五代羅斯伯里伯爵阿奇博爾德·普里姆羅斯，1894年－1895年
    - 第三代索爾斯伯利侯爵羅伯特·蓋斯科因-塞西爾，1895年－1902年
- 法国：
  - 法兰西第一共和国：
    - 执政府
      - 拿破仑·波拿巴，1799年－1804年

  - 法兰西第一帝国：
    - 拿破仑一世，皇帝，1804年－1814年、1815年

  - 波旁王朝：
    - 国王
      - 路易十八，1814年－1815年、1815年－1824年
      - 查理十世，1824年－1830年

  - 七月王朝：
    - 国王
      - 路易-菲利普一世，1830年－1848年

  - 法兰西第二共和国：
    - 国家元首
    - 共和国临时政府总统：雅克-夏尔·杜邦·德勒尔，1848年
    - 执行委员会成员：弗朗索瓦·阿拉戈、阿尔方斯·德·拉马丁、路易-安托万·加尼耶-帕热斯、亚历山大·奥古斯特·勒德吕-洛兰、皮埃尔·马里，1848年
    - 最高行政官：路易-欧仁·卡芬雅克，1848年
    - 总统：路易-拿破仑·波拿巴，1848年－1852年
    - 部长会议主席
      - 奥迪隆·巴罗，1848年－1849年
      - 奥普尔伯爵，1849年－1851年
      - 莱昂·费雪，1851年

  - 法兰西第二帝国：
    - 皇帝
      - 拿破仑三世，1899年－1906年

    - 内阁首长
      - 埃米勒·奥利维耶，1870年
      - 八里桥伯爵夏尔·库赞-蒙托邦，1870年

  - 法兰西第三共和国：
    - 国家元首
      - 路易·朱尔·特罗胥，国防政府主席，1870年－1871年
      - 阿道夫·梯也尔，最高行政官，1871年
      - 阿道夫·梯也尔，总统，1871年－1873年
      - 帕特里斯·麦克马洪，总统，1873年－1879年
      - 儒勒·格雷维，总统，1879年－1887年
      - 玛利·弗朗索瓦·萨迪·卡诺，总统，1887年－1894年
      - 让·卡西米尔-佩里埃，总统，1894年－1895年
      - 菲利·福尔，总统，1895年－1899年
      - 埃米勒·卢贝，总统，1899年－1906年

    - 部长会议主席
- 神圣罗马帝国：
  - 弗朗茨二世，皇帝，1792年－1806年
- 奥地利帝国：
  - 皇帝
    - 弗朗茨一世，1806年－1835年
    - 斐迪南一世，1835年－1848年
    - 弗朗茨·约瑟夫一世，1848年－1867年

  - 首相
    - 克莱门斯·梅特涅，1821年－1848年
- 奥匈帝国：
  - 皇帝
    - 弗朗茨·约瑟夫一世，奥地利皇帝兼匈牙利国王，1867年－1916年

  - 首相
    - 欧内斯特·卡尔·弗朗茨·约瑟夫·托马斯·弗里德里希·冯·科尔伯，1900年－1904年
- 意大利
  - 意大利王国：
    - 国王
      - 维托里奥·埃马努埃莱二世，1861年－1878年
      - 翁贝托一世，1878年－1900年
      - 维托里奥·埃马努埃莱三世，1900年－1946年

    - 首相
      - 加富爾伯爵卡米洛·奔索，1861年
- 德国- 
  - 德意志帝国：
    - 皇帝
      - 威廉一世，1871年－1888年
      - 腓特烈三世，1888年
      - 威廉二世，1888年－1918年

    - 首相
      - 奥托·冯·俾斯麦，1871年－1890年
      - 列奥·冯·卡普里维，1890年－1894年
      - 克洛德维希·霍恩洛厄-希灵斯菲斯特，1894年－1900年
      - 伯恩哈德·冯·比洛，1900年－1909年
- 俄罗斯帝国（皇帝）：
  - 保罗一世，1796年－1801年
  - 亚历山大一世，1801年－1825年
  - 尼古拉一世，1825年－1855年
  - 亚历山大二世，1855年－1881年
  - 亚历山大三世，1881年－1894年
  - 尼古拉二世，1894年－1917年

## 北美洲
- 美国（总统）：
  - 约翰·亚当斯，1797年－1801年
  - 托马斯·杰斐逊，1801年－1809年
  - 詹姆斯·麦迪逊，1809年－1817年
  - 詹姆斯·门罗，1817年－1825年
  - 约翰·昆西·亚当斯，1825年－1829年
  - 安德鲁·杰克逊，1829年－1837年
  - 马丁·范布伦，1837年－1841年
  - 威廉·亨利·哈里森，1841年
  - 约翰·泰勒，1841年－1845年
  - 詹姆斯·诺克斯·波尔克，1845年－1849年
  - 扎卡里·泰勒，1849年－1850年
  - 米勒德·菲尔莫尔，1850年－1853年
  - 富兰克林·皮尔斯，1853年－1857年
  - 詹姆斯·布坎南，1857年－1861年
  - 亚伯拉罕·林肯，1861年－1865年
  - 安德鲁·约翰逊，1865年－1869年
  - 尤利西斯·格兰特，1869年－1877年
  - 拉瑟福德·伯查德·海斯，1877年－1881年
  - 詹姆斯·艾布拉姆·加菲尔德，1881年
  - 切斯特·艾伦·阿瑟，1881年－1885年
  - 格罗弗·克利夫兰，1885年－1889年
  - 本杰明·哈里森，1889年－1893年
  - 格罗弗·克利夫兰，1893年－1897年
  - 威廉·麦金莱，1897年－1901年